# Felice Renoldi
Felice Renoldi (Saronno, 21 dicembre 1914 – Saronno, 22 dicembre 2003) è stato un calciatore e allenatore di calcio italiano, di ruolo centrocampista.

## Carriera

### Giocatore
Mediano, giocò in Serie A con il Liguria dopo aver militato nel Saronno e nella Pro Patria.

### Allenatore
Ha allenato il Saronno in Serie C.